# Sarvāstivāda
La scuola buddista Sarvāstivāda (pāli Sabbattivāda, cinese 說一切有部 Shuō yīqiè yǒu bù, giapponese  Setsu issai u bu, coreano  설일체유부 Sŏl ilch'e yu bu, vietnamita Thuyết nhất thiết hữu bộ; conosciuta anche come Vaibhasika) è stata una delle più importanti scuole del Buddismo dei Nikāya.

## Storia
La scuola Sarvāstivāda è sorta probabilmente nel primo quarto del III secolo a.C. da un troncone della scuola Sthaviravāda, a sua volta nata a seguito della scissione con la scuola Mahāsāṃghika nel IV secolo a.C. Tale evento sarebbe avvenuto nel corso del terzo concilio buddista (Concili buddisti) a Pataliputra. La presenza di questa scuola è comunque dominante per tutta l'area settentrionale del sub-continente indiano fino all'attuale Afghanistan, ovvero in quei territori propri dell'Impero Kushan, giungendo poi persino in Vietnam, in Indonesia e  nel Turkestan cinese, questo almeno fino al VII secolo. 
La scuola ebbe, nel II secolo, la protezione dell'imperatore kushan Kanishka I che promosse un Concilio (il quarto dei Concili buddisti) dove fu redatto il Mahāvibhāṣā, opera collettiva di studiosi sarvastivada supervisionati da Vasumitra. Nel corso dei secoli questa scuola verrà assorbita da una sua evoluzione, i Sautrantika, che tuttavia ne criticavano radicalmente alcune dottrine, e dallo sviluppo del Mahāyāna. Sopravvisse comunque fino al IX secolo con un suo sviluppo diretto, i Mulasarvastivada. Secondo il pellegrino cinese Xuánzàng, i monaci sarvasitavada indossavano una veste monacale di colore nero o rosso scuro.

## Testi
Anche la letteratura canonica sarvastivada si suddivide in tre canestri Tripitaka che tuttavia contengono scritture differenti dal Tipitaka della scuola Sthaviravāda-Vibhajyavāda (antenati degli attuali Theravada). Buona parte di questo Canone è sopravvissuto nel Canone cinese ma ne sono state rinvenute parti anche nell'Asia centrale (Afghanistan, Gilgit e Bacino del Tarim). Oltre al Tripitaka, i Sarvastivada elaborarono il Ksudrakapitaka, una raccolta di scritti posteriore al loro Tripitaka. Particolare menzione va fatta per lAbhidharma sarvastivada, integralmente riportato nel Canone cinese. Esso si suddivide in sei parti ed è probabilmente attribuibile al monaco Katyaniputra anche se la tradizione (come anche nel caso dellAbhidhamma Theravāda) lo attribuisce al Buddha Shakyamuni stesso. Opera fondamentale della scuola è comunque proprio il Mahāvibhāṣā (da cui il nome Vaibhasika attribuito ai Sarvāstivāda) che risulta essere un commentario al Jnanaprasthana quest'ultimo attribuito sempre a Katyaniputra.

## Dottrina
La scuola Sarvāstivāda si separò dalla restante comunità Sthaviravāda (che a seguito di questa scissione acquisì il nome di Vibhajyavāda) per motivi dottrinali. Il contendere era determinato dalla presenza o meno del presente nel passato e del futuro nel presente. Secondo questa scuola i tre tempi (passato, presente e futuro) coesistono sempre insieme. Da qui il nome Sarvāstivāda (dal sans. sarvam asti, tutto esiste). Tale precisazione dottrinale voleva garantire la retribuzione karmica da una errata comprensione della dottrina buddista dell'impermanenza (anitya) della realtà. Passato, presente e futuro vivono contemporaneamente nelle condotte degli esseri senzienti, nulla viene perduto e la retribuzione karmica è sempre garantita. 
Un altro modo per garantire il mondo da una possibile visione nichilista dello stesso, determinato sempre dalla concezione dell'impermanenza, fu la dottrina dei dharma, i costituenti del mondo stesso, che per i Sarvastivada posseggono una entità sostanziale (dravyasat) o natura propria (svabhava). La loro impermanenza risiede solo nel fatto che questi 'dharma' si compongono e scompongono continuamente.  Alcuni dharma sono puri, altri impuri. Solo il nirvana è puro e permanente. 
Altra dottrina fondamentale dei Sarvastivada era la serialità del Sé empirico il quale essendo impermanente e quindi inesistente (anātman) la sua credenza empirica veniva garantità proprio dalla sua presenza in serie nel tempo (santana). Tale presenza in serie nel tempo era garantita a sua volta da un 'dharma' particolare presente negli esseri senzienti, il prapti, che agiva acquisendo gli effetti delle azioni degli esseri e quindi garantendo la retribuzione karmica (karma). Per tale ragioni i Sarvastivada ritenevano che dallo stato di arhat si potesse regredire.
È opportuno far notare che la critica dottrinale di Nāgārjuna, della scuola Madhyamika, della scuola Cittamatra e delle scuole Mahāyāna al Buddismo dei Nikāya fu prevalentemente riferito alla scuola Sarvāstivāda e non alla scuola Theravāda come comunemente si crede. L'accusa di essere Hīnayāna (veicolo, insegnamento inferiore) mossa dalle scuole Mahāyāna fu da queste essenzialmente riferito ai Sarvāstivāda.